# Bill Stout
Pour les articles homonymes, voir Stout (homonymie).
William Job Stout dit Bill Stout (né le 4 septembre 1927 à Chicago et mort le 1er décembre 1989 à Los Angeles) est un animateur de télévision américain. Il a travaillé pour CBS News des années 1950 aux années 1980.